# Mundur garnizonowy (PSZ)
Mundur garnizonowy – typ umundurowania w Polskich Siłach Zbrojnych na Zachodzie.
W okresie istnienia Polskich Sił Zbrojnych na Zachodzie obowiązywały następujące typy ubiorów: polowy, garnizonowy i garnizonowo-służbowy.

## Zastosowanie
Ubiór garnizonowy obowiązywał przede wszystkim oficerów centralnych władz wojskowych przebywających stale lub czasowo w Londynie, Edynburgu i Glasgow oraz oficerów uczestniczących w oficjalnych uroczystościach, jak: nabożeństwa, koncerty, przyjęcia czy wizyty. Poza służbą mogli ten typ ubioru nosić wszyscy oficerowie, podoficerowie od sierżanta wzwyż i podchorążowie.

## Elementy umundurowania
W skład ubioru garnizonowego oficerów wchodziła:
- czapka garnizonowa: rogata wzór 1935 lub okrągła lotnictwa[a][2]
- beret lub furażerka
- kurtka oficerska z kamgarnu barwy khaki[b], z wykładanym kołnierzem i klapami[3] noszona z koszulą khaki i krawatem
- pas skórzany z poprzeczką na służbie[4], poza służbą pas z materiału kurtki
- spodnie długie
- brązowe półbuty
- rękawiczki brązowe ze skóry lub zamszu

Zamiast przysługującego wszystkim żołnierzom garnizonowego płaszcza sukiennego wielu oficerów nosiło dwurzędowy płaszcz z wielbłądziej wełny, używany powszechnie poza służbą przez oficerów brytyjskich. Ten na poły cywilny płaszcz z naramiennikami był "uwojskowiony" przez nałożenie oznak stopni i naszywek Poland.
Ubiorem garnizonowym oficerów na Bliskim Wschodzie były kurtki bez podszewki i długie spodnie z popielatej lub piaskowej gabardyny albo z drelichu. Noszono też pasy skórzane lub z materiału kurtki, zależnie od okoliczności.